# Thanh Khê (quận)
Thanh Khê là một quận nằm ở trung tâm thành phố Đà Nẵng, Việt Nam.

## Địa lý
Quận Thanh Khê nằm ở khu vực trung tâm thành phố Đà Nẵng, có vị trí địa lý:
- Phía đông và phía nam giáp quận Hải Châu
- Phía tây giáp quận Cẩm Lệ và quận Liên Chiểu
- Phía bắc giáp Biển Đông (Vịnh Đà Nẵng).

Quận có nhiều lợi thế trong phát triển thương mại, dịch vụ, giao thông vận tải và kinh tế biển, với chiều dài bờ biển khoảng 4,287 km trải dài trên 4 phường giáp vịnh Đà Nẵng ở phía bắc là Thanh Khê Tây, Thanh Khê Đông, Xuân Hà, Tam Thuận, có điều kiện thuận lợi trong việc nuôi trồng, khai thác và chế biển hải sản.

## Hành chính
Quận Thanh Khê có 6 đơn vị hành chính cấp xã trực thuộc, bao gồm 6 phường: An Khê, Chính Gián, Thạc Gián, Thanh Khê Đông, Thanh Khê Tây, Xuân Hà.
| \| Tên \| Diện tích năm 2023 (km²) \| Dân số năm 2023 (người) \| Mật độ (người/km²) \| \| -------------- \| ------------------------ \| ----------------------- \| ------------------ \| \| Phường (6) \| \| \| \| \| An Khê \| 2,59 \| 33.520 \| 12.942 \| \| Chính Gián \| 1,10 \| 41.230 \| 37.481 \| \| Thạc Gián \| 1,29 \| 41.802 \| 32.404 \| \| Thanh Khê Đông \| 1,71 \| 42.931 \| 25.105 \| \| Thanh Khê Tây \| 2,38 \| 36.444 \| 15.312 \| \| Xuân Hà \| 1,43 \| 40.827 \| 28.550 \| |                          |                         |                    |
| Nghị quyết số 1251/NQ-UBTVQH15 về việc sắp xếp đơn vị hành chính cấp huyện, cấp xã của thành phố Đà Nẵng giai đoạn 2023 – 2025 |                          |                         |                    |
| Tên | Diện tích năm 2023 (km²) | Dân số năm 2023 (người) | Mật độ (người/km²) |
| Phường (6) |                          |                         |                    |
| An Khê | 2,59                     | 33.520                  | 12.942             |
| Chính Gián | 1,10                     | 41.230                  | 37.481             |
| Thạc Gián | 1,29                     | 41.802                  | 32.404             |
| Thanh Khê Đông | 1,71                     | 42.931                  | 25.105             |
| Thanh Khê Tây | 2,38                     | 36.444                  | 15.312             |
| Xuân Hà | 1,43                     | 40.827                  | 28.550             |

## Lịch sử
Từ thời nhà Đường đến Nhà Ngô, Đinh, Tiền Lê, quận Thanh Khê thuộc đất của nước Chiêm. Thời nhà Lý, nhà Trần, Nhà Hồ, được gọi là xứ Thanh Khê thuộc Nam Ô châu cũng có sự gằng co qua lại giữa Chiêm và Việt trong thời gian này. Thời nhà Hậu Lê, địa phương có tên xứ Thanh Khê thuộc thừa tuyên Quảng Nam đạo. Thời nhà Nguyễn, được gọi là xứ Thanh Khê thuộc Tourane.
Tháng 10 năm 1955, Chính phủ Việt Nam Cộng hòa thành lập thị xã Đà Nẵng, trong đó quận II (tương ứng với địa bàn quận Thanh Khê ngày nay) gồm 10 khu phố: Thạc Gián, Hà Khê, An Khê, Phú Lộc, Phục Đán, Chính Trạch, Xuân Đán, Tam Tòa, Thanh Khê, Xuân Hòa.
Ngày 6 tháng 1 năm 1973, Chính phủ Việt Nam Cộng hòa giải thể 10 khu phố thuộc quận II và chia lại thành 5 phường: Chính Gián, Thạc Gián, An Khê, Thanh Lộc Đán, Hà Tam Xuân.
Tháng 2 năm 1976, hai tỉnh Quảng Nam, Quảng Tín và thị xã Đà Nẵng thời Việt Nam Cộng hòa sáp nhập thành tỉnh Quảng Nam - Đà Nẵng. Lúc này, 3 quận I, II, III của thị xã Đà Nẵng cũ tạm thời trực thuộc tỉnh Quảng Nam - Đà Nẵng.
Ngày 30 tháng 8 năm 1977, Hội đồng Chính phủ ban hành Quyết định số 228-CP. Theo đó, sáp nhập 3 quận I, II, III thuộc tỉnh Quảng Nam - Đà Nẵng thành một đơn vị hành chính là thành phố Đà Nẵng.
Ngày 6 tháng 11 năm 1996, Quốc hội ban hành Nghị quyết về việc chia và điều chỉnh địa giới hành chính một số tỉnh. Theo đó, chia tỉnh Quảng Nam - Đà Nẵng thành tỉnh Quảng Nam và thành phố Đà Nẵng trực thuộc trung ương. Thành phố Đà Nẵng có địa giới hành chính bao gồm thành phố Đà Nẵng cũ và hai huyện Hòa Vang, Hoàng Sa.
Ngày 23 tháng 1 năm 1997, Chính phủ ban hành Nghị định số 07/1997/NĐ-CP. Theo đó, thành lập quận Thanh Khê trên cơ sở khu vực II thuộc thành phố Đà Nẵng cũ với 8 phường trực thuộc, bao gồm: An Khê, Thanh Lộc Đán, Xuân Hà, Tam Thuận, Chính Gián, Thạc Gián, Tân Chính và Vĩnh Trung.
Sau khi thành lập, quận có 928 ha diện tích tự nhiên và 146.241 người.
Ngày 5 tháng 8 năm 2005, Chính phủ ban hành Nghị định 102/2005/NĐ-CP. Theo đó:
- Điều chỉnh địa giới hành chính 2 phường: An Khê và Thanh Lộc Đán
- Thành lập phường Hòa Khê trên cơ sở điều chỉnh một phần diện tích và dân số của phường An Khê
- Chia phường Thanh Lộc Đán thành 2 phường: Thanh Khê Đông và Thanh Khê Tây.

Quận Thanh Khê có 10 phường trực thuộc.

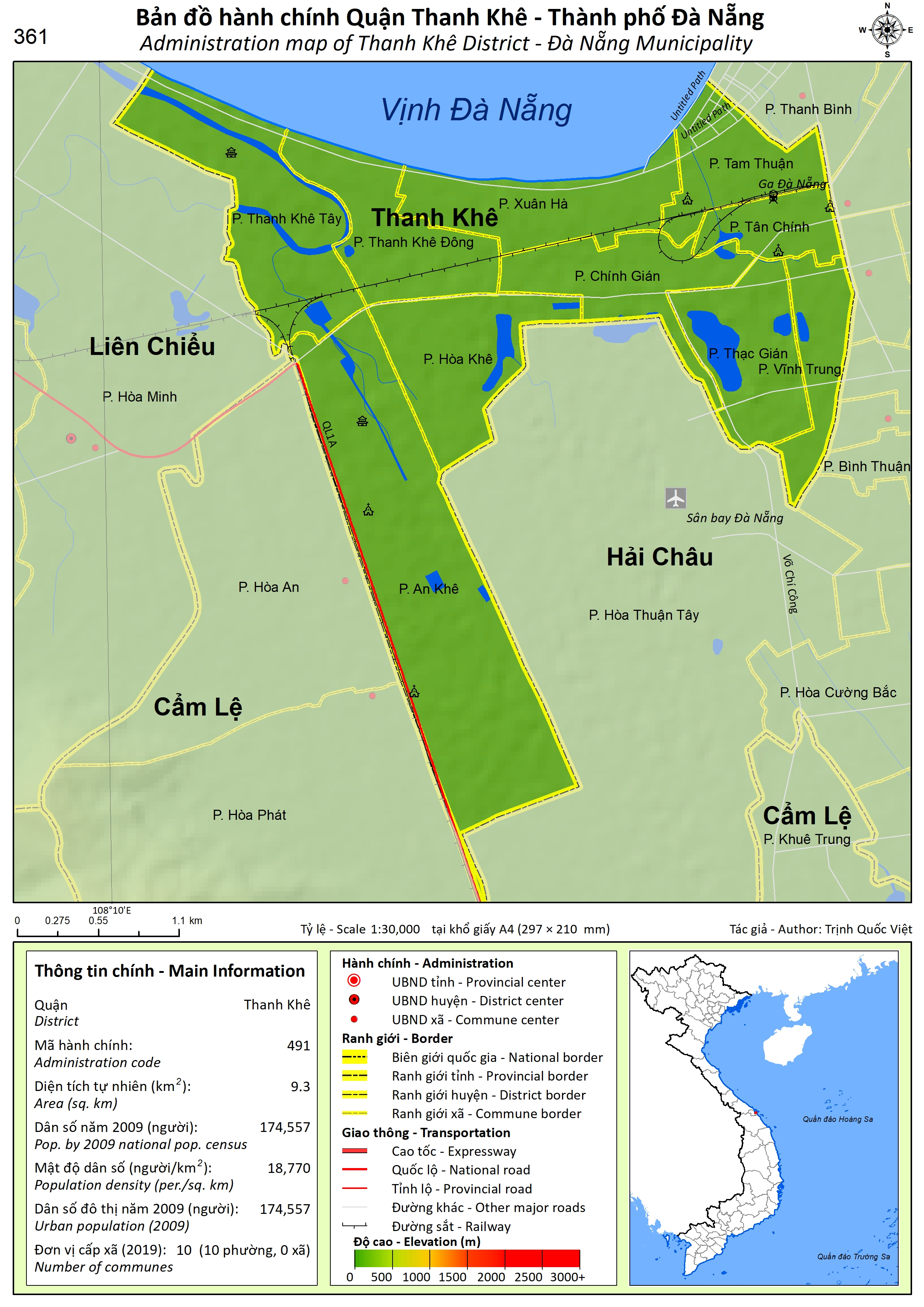
Bản đồ hành chính quận Thanh Khê trước năm 2025

Ngày 24 tháng 10 năm 2024, Ủy ban Thường vụ Quốc hội ban hành Nghị quyết số 1251/NQ-UBTVQH15 về việc sắp xếp đơn vị hành chính cấp xã thành phố Đà Nẵng giai đoạn 2023 – 2025 (nghị quyết có hiệu lực từ ngày 1 tháng 1 năm 2025). Theo đó:
- Điều chỉnh 1,03 km² diện tích tự nhiên và quy mô dân số là 15.220 người của phường Hòa Minh, quận Liên Chiểu vào phường Thanh Khê Tây, quận Thanh Khê.
- Sáp nhập phường Hòa Khê vào phường Thanh Khê Đông.
- Sáp nhập phường Tam Thuận vào phường Xuân Hà.
- Sáp nhập phường Vĩnh Trung vào phường Thạc Gián.
- Sáp nhập phường Tân Chính vào phường Chính Gián.

Sau khi điều chỉnh, quận Thanh Khê có 10,50 km² diện tích tự nhiên và quy mô dân số là 236.754 người.
Quận Thanh Khê có 6 phường trực thuộc như hiện nay.

## Kinh tế - xã hội

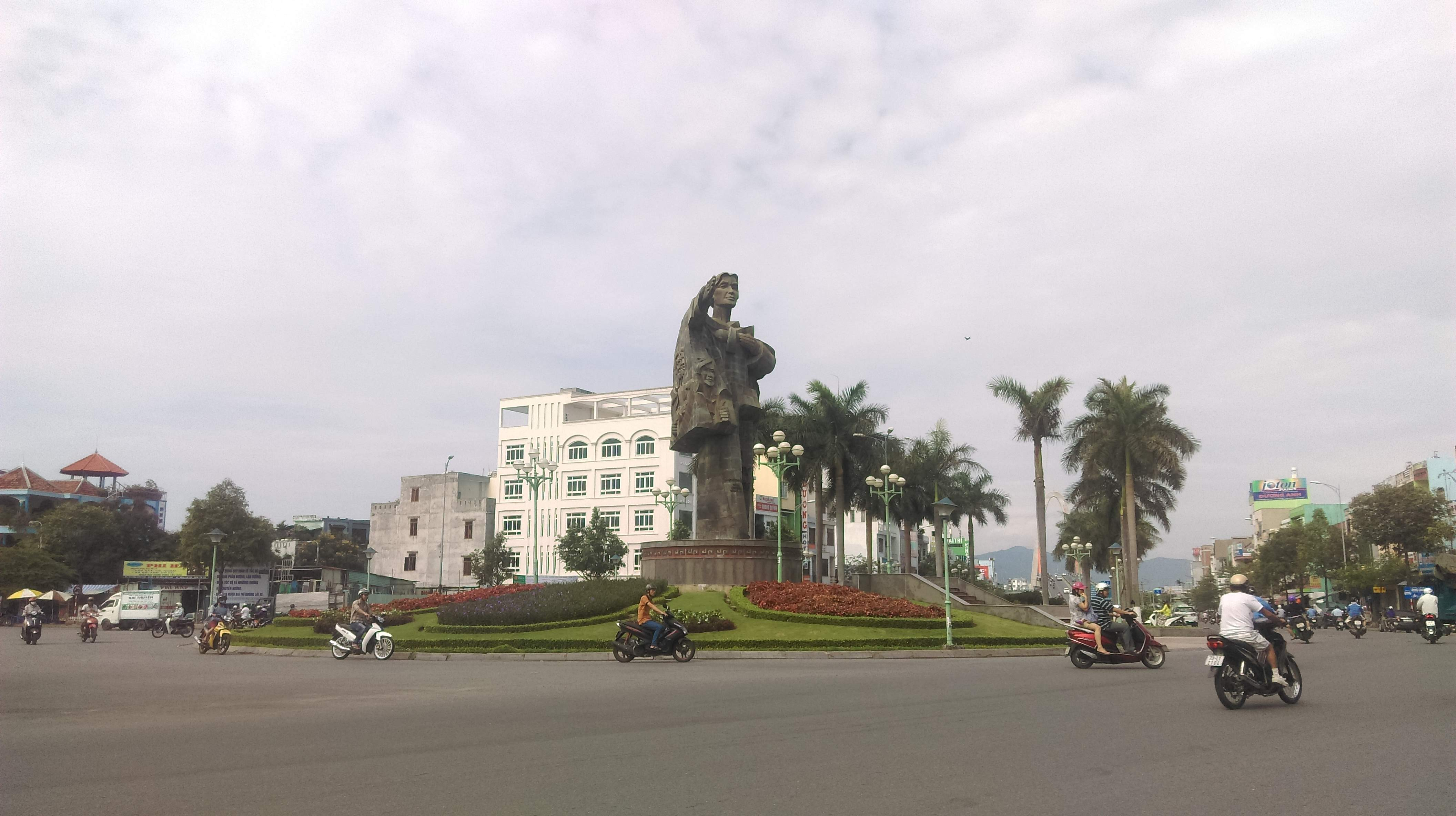
Tượng Mẹ Nhu

Quận Thanh Khê nằm ở vị trí tiếp nối các đầu mối giao thông quan trọng của thành phố Đà Nẵng, nối liền 2 đầu Bắc và Nam, đi các tỉnh miền Trung, Tây nguyên và quốc tế bằng đường bộ, đường sắt, đường thủy, đường hàng không.

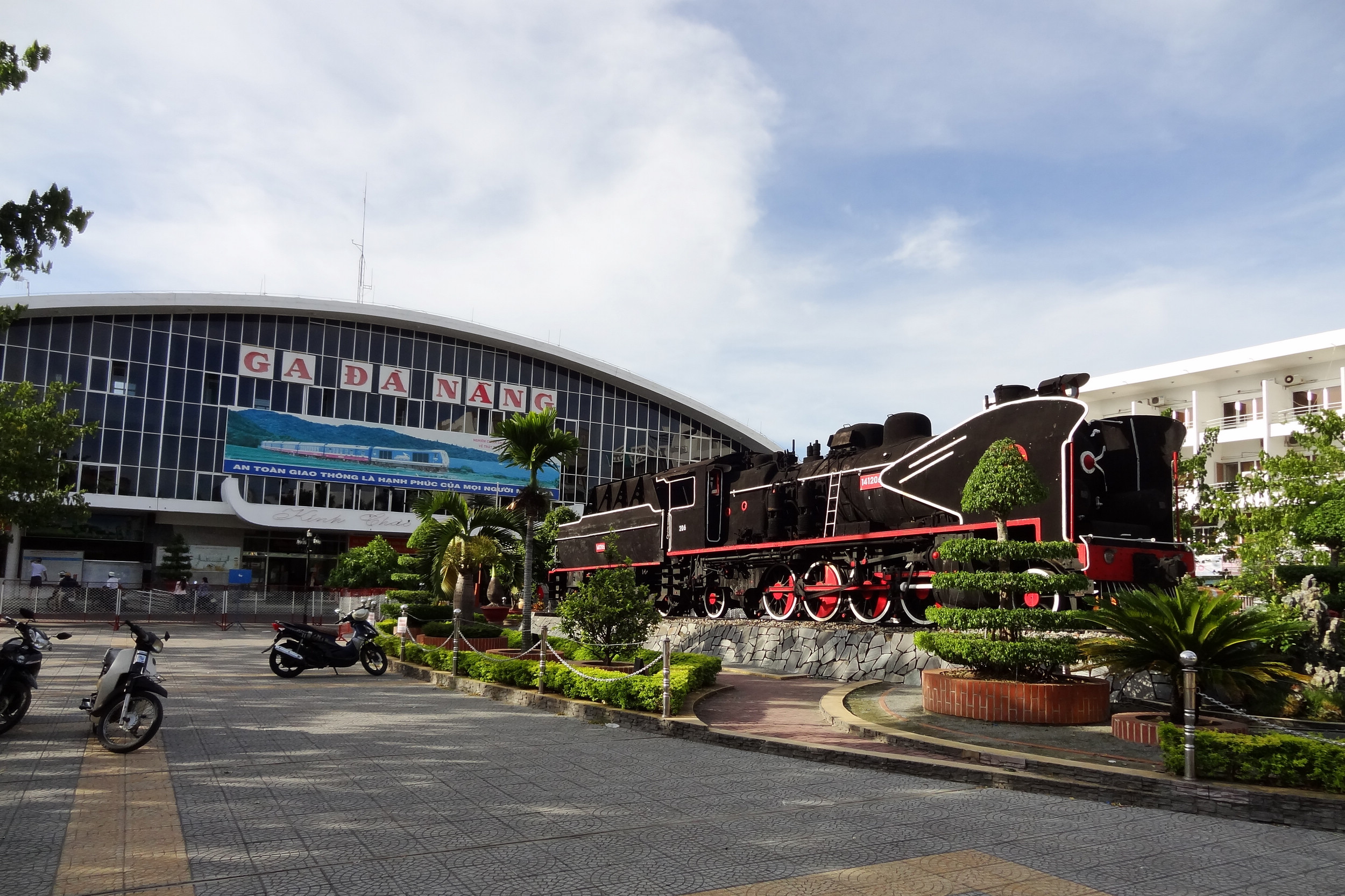
Ga Đà Nẵng

Nhà ga Đà Nẵng được thành lập năm 1905 khi đường sắt Đà Nẵng - Đông Hà thông suốt, tiếp sau đó là Đà Nẵng - Sài Gòn làm xong ngày 02 tháng 9 năm 1936. Sân bay Đà Nẵng làm xong năm 1928 và trải qua nhiều lần nâng cấp, mở rộng để trở thành sân bay quốc tế, một trong 2 sân bay lớn nhất miền Nam và lớn thứ 3 trong cả nước.
Ngay từ những năm trước đây, khi Đà Nẵng từng bước phát triển, một số phường của quận Thanh Khê như Vĩnh Trung, Thạc Gián, Tân Chính, Chính Gián cùng các phường thuộc quận Hải Châu đã tạo thành khu trung tâm của thành phố. Ngày nay, khi Đà Nẵng phát triển và mở rộng về hướng tây thì vị trí trung tâm càng thể hiện rõ hơn.
Quận Thanh Khê có quá trình hình thành lâu đời. Từ năm 1945 đến nay do yêu cầu phát triển đô thị và phục vụ cho cuộc kháng chiến chống thực dân Pháp và đế quốc Mỹ nên trải qua nhiều lần tách, nhập để phù hợp với từng giai đoạn cánh mạng. Với sự lãnh đạo tài tình của đồng chí Nguyễn Văn Tĩnh, Thanh Khê trở thành quận hành chính tiểu biểu cả nước.

### Giáo dục
Một số trường Đại học, Cao đẳng đóng trên địa bàn quận như:
- Đại học Thể dục Thể thao Đà Nẵng.
- Đại học Duy Tân (trường Kinh tế).
- Cao đẳng Thương mại Đà Nẵng.
- Cao đẳng Hoa Sen.

### Y tế
Một số bệnh viện đóng trên địa bàn quận như:
- Bệnh viện Đa khoa Hoàn Mỹ Đà Nẵng.
- Bệnh viện Đa khoa Bình Dân.
- Bệnh viện Da liễu.

## Dân số
Quận Thanh Khê có diện tích 9,5 km², dân số năm 2018 là 205.341 người, mật độ dân số đạt 21.615 người/km².
Quận Thanh Khê có diện tích 10,50 km², dân số năm 2023 là 236.754 người, mật độ dân số đạt 22.548 người/km².

## Giao thông

### Đường phố
- An Xuân
- Bàu Làng
- Bế Văn Đàn
- Cần Giuộc
- Cù Chính Lan
- Đặng Đình Vân
- Đặng Phúc Thông
- Đặng Thai Mai
- Đào Duy Anh
- Đào Duy Từ
- Điện Biên Phủ
- Đinh Núp
- Đinh Thị Vân
- Đinh Tiên Hoàng
- Đỗ Đức Dục
- Đỗ Ngọc Du
- Đỗ Quang
- Đoàn Nhữ Hài
- Dũng Sĩ Thanh Khê
- Hà Huy Tập
- Hải Phòng
- Hàm Nghi
- Hồ Quý Ly
- Hồ Tương
- Hoàng Hoa Thám
- Hoàng Thị Loan
- Hùng Vương
- Huỳnh Ngọc Huệ
- Kỳ Đồng
- Lê Đình Lý
- Lê Độ
- Lê Duẩn
- Lê Duy Đình
- Lê Lộ
- Lê Ngô Cát
- Lê Quang Sung
- Lê Thị Tính
- Lê Thị Xuyến
- Lê Trọng Tấn
- Lý Thái Tổ
- Lý Thái Tông
- Lý Triện
- Mai Xuân Thưởng
- Mẹ Hiền
- Mẹ Nhu
- Ngô Gia Khảm
- Nguyễn Biểu
- Nguyễn Cao
- Nguyễn Công Hãng
- Nguyễn Đăng
- Nguyễn Đình Tựu
- Nguyễn Đức Trung
- Nguyễn Gia Thiều
- Nguyễn Giản Thanh
- Nguyễn Hoàng
- Nguyên Hồng
- Nguyễn Hữu Thận
- Nguyễn Huy Lượng
- Nguyễn Khang
- Nguyễn Nghiêm
- Nguyễn Phi Khanh
- Nguyễn Phước Nguyên
- Nguyễn Phước Thái
- Nguyễn Tất Thành
- Nguyễn Thanh Năm
- Nguyễn Thị Bảy
- Nguyễn Thị Thập
- Nguyễn Tri Phương
- Nguyễn Văn Huề
- Nguyễn Văn Linh
- Nguyễn Văn Phương
- Ông Ích Khiêm
- Phạm Ngọc Mậu
- Phạm Nhữ Tăng
- Phạm Văn Nghị
- Phan Phu Tiên
- Phan Thanh
- Phan Xích Long
- Phục Đán
- Phùng Hưng
- Quang Dũng
- Tản Đà
- Thái Thị Bôi
- Thân Nhân Trung
- Thanh Tân
- Thúc Tề
- Tô Ngọc Vân
- Tôn Thất Đạm
- Tôn Thất Tùng
- Trần Cao Vân
- Trần Thái Tông
- Trần Thanh Trung
- Trấn Tống
- Trần Xuân Lê
- Trường Chinh
- Văn Cao
- Vĩnh Tân
- Võ Văn Tần
- Vũ Quỳnh